# Даніель Панабейкер
Даніель Ніколь Панабейкер (англ. Danielle Nicole Panabaker; нар. 19 вересня 1987, Огаста, Джорджія) — американська акторка та режисерка.

## Біографія
Народилася 19 вересня 1987року у місті Огаста (штат Джорджія), в родині Донни (до шлюбу Мейок) та Гарольда Панабейкерів. Через роботу батька-комівояжера сім’я багато переїжджала країною. Коли робота її батька була продавцем, сім’я проводила час у Південній Кароліні, штат Пенсільванія, і, на короткий час Панабейкер навчалася в дитячому садку, в Оранджі, штат Техас. Вона відвідувала театральний курс у літньому таборі, де відкрила свою любов до акторської гри. У 12 років почала грати в громадських театрах. Згодом почала брати участь у  прослуховуваннях для реклами.
Після переїзду в Непервілль, штат Іллінойс, у 2000 році почала відвідувати середню школу Кроун, а потім —середню школу Нойкуа-Веллі. Вона закінчила середню школу, коли їй було 14 років . 
Панабейкер також відвідувала уроки балету до п’ятнадцяти років. 
У 2003 році Панабейкер, її сестра та мати переїхали до Лос-Анджелеса, штат Каліфорнія, щоб продовжити акторську кар’єру. Вона відвідувала Glendale Community College, де вивчала акторську майстерність. 
У 2005 році здобула ступінь доцента та потрапила до національного списку деканів. У
2006 році вона почала свій останній курс в Каліфорнійському університеті в Лос-Анджелесі, який закінчила зі ступенем бакалавра мистецтв у червні 2007 року, знову з'явившись у списку деканів.

## Кар'єра
З 2001 року Даніель почала активно зніматися в різних фільмах і телесеріалах: «Закон і порядок: Спеціальний корпус», «Малкольм у центрі уваги», «CSI: Місце злочину». Двічі ставала лауреаткою кінопремії «Молодий актор» (у 2001 році за роль в телесеріалі «Захисник» та у 2004 році за роль у фільмі «У пошуках Девіда»), але широку популярність здобула за фільм «Вищий пілотаж», який вийшов на екрани в 2005 році.

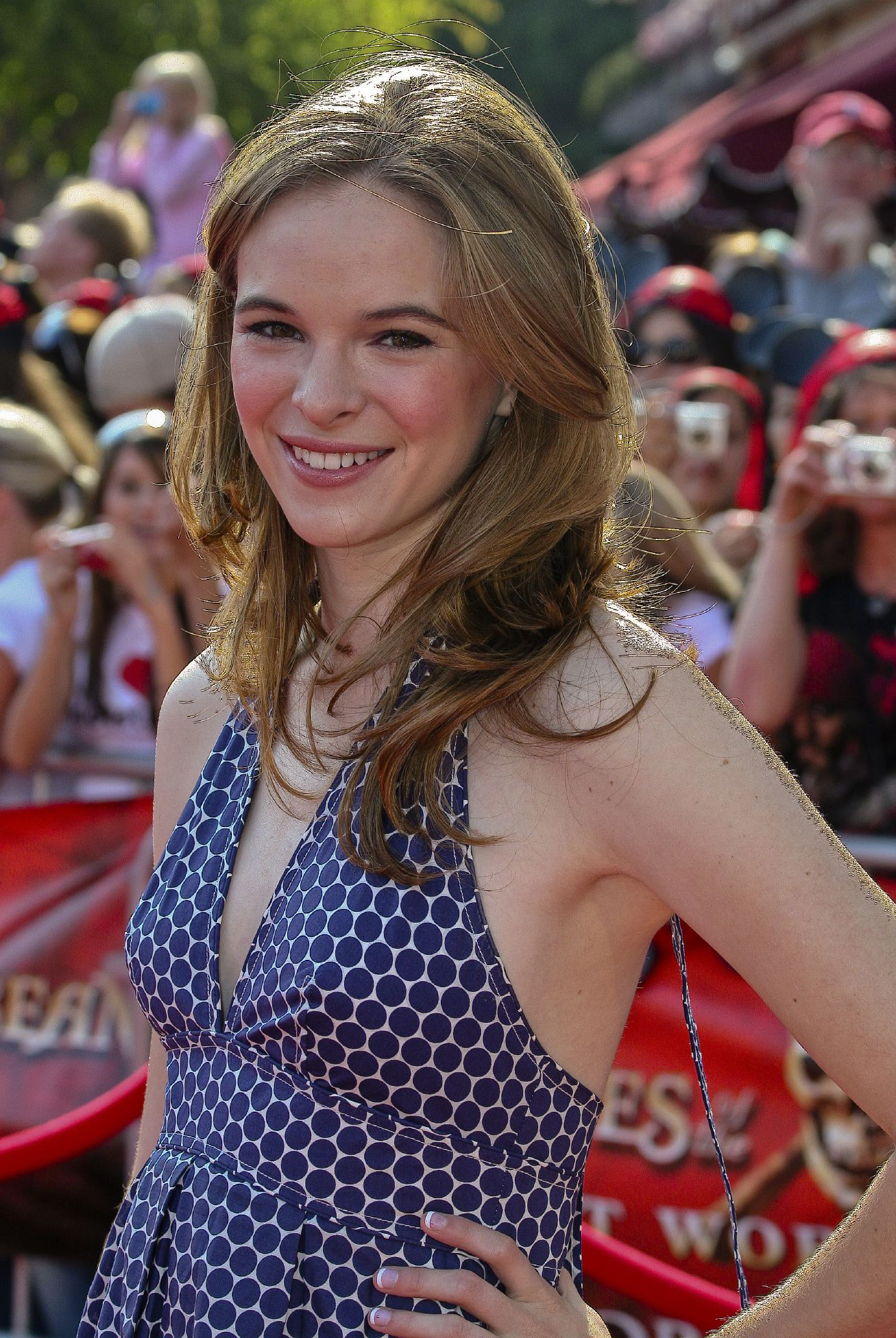
Панабейкер у 2007 на прем'єрі Пірати Карибського моря: На краю світу

Почала акторську діяльність у підлітковому віці і вперше здобула популярність ролями у фільмах Disney «Застряглі в глушині» (2004), «Вищий пілотаж (2005) і «Читай і ридай» (2006),  мінісеріал HBO «Емпайр-Фоллс» (2005), «Акула» (2006-08), «П'ятниця 13» (2009), «Божевільні (2010), «Палата (2010), «Піраньї 3DD», Кістки» (2012-13) та в телесеріалі «Флеш».
У 2003 році знялася в кліпі Емі Штудт (Amy Studt) на пісню «Misfit».

## Благодійна діяльність
Панабейкер є волонтеркою у багатьох організацій, у тому числі ЮНІСЕФ,  Art of Elysium, і Young Storytellers Foundation. 
У травні та червні 2019 року Панабейкер, співвидавець коміксів DC Джим Лі, письменник Том Кінг і інші актриси серіалу CW Нафесса Вільямс і Кендіс Паттон відвідали п’ять американських військових баз у Кувейті з Об’єднаними службами організацій (USO), де вони відвідали приблизно 12 000 американських військовослужбовців, дислокованих у цій країні в рамках святкування 80-ї річниці Бетмена в Вашингтоні.

## Особисте життя
У липні 2016 року Панабейкер оголосила, що заручена зі своїм давнім бойфрендом Гейсом Роббінсом. Вони одружилися 24 червня 2017 року. 2 квітня 2020 року народила первістка. 7 липня 2022 року народила другу дитину.

## Фільмографія
| Рік       |    | Українська назва                    | Оригінальна назва                 | Роль                            |
| --------- | -- | ----------------------------------- | --------------------------------- | ------------------------------- |
| 2002      | с  | Сімейна справа                      | Family Affair                     | Паркер Ліенн Олдейз             |
| 2003      | ф  |                                     | No Place Like Home                |                                 |
| 2003      | с  | Шоу Берні Мака                      | The Bernie Mac Show               | Челсі                           |
| 2003      | с  | Малькольм у центрі уваги            | Malcolm in the Middle             | Кеті Маккласкі                  |
| 2003      | с  | CSI: Місце злочину                  | CSI: Crime Scene Investigation    | Кеті Маккласкі                  |
| 2003      | тф |                                     | Sex & the Single Mom              | Сара Бредуелл                   |
| 2003      | с  | Захисник                            | The Guardian                      | Саманта Грей                    |
| 2004      | с  | Жіноча бригада                      | The Division                      | Мелісса Рінгтон                 |
| 2004      | тф |                                     | Stuck in the Suburbs              | Бріттані Ааронс                 |
| 2004      | тф |                                     | Searching for David's Heart       | Дарсі Дітон                     |
| 2005      | тф |                                     | Mom at Sixteen                    | Джейсі Джеффріс                 |
| 2005      | с  | Закон і порядок: Спеціальний корпус | Law & Order: Special Victims Unit | Керрі Лінн Елдрідж              |
| 2005      | с  |                                     | Empire Falls                      | Тік Робі                        |
| 2005      | с  | Вічне літо                          | Summerland                        | Фейт                            |
| 2005      | ф  | Вищий пілотаж                       | Sky High                          | Лайла                           |
| 2005      | ф  | Твої, мої і наші                    | Yours, Mine & Ours                | Фібі Норт                       |
| 2006      | тф |                                     | Read It and Weep                  | Ізабелла                        |
| 2006—2008 | с  | Акула                               | Shark                             | Джулі Старк                     |
| 2007      | ф  | Хто ви, містере Брукс?              | Mr. Brooks                        | Джейн Брукс                     |
| 2007      | ф  |                                     | Home of the Giants                | Бріджит «Брідж»                 |
| 2008      | с  | Ілай Стоун                          | Eli Stone                         | Женні Кларк                     |
| 2009      | с  | Анатомія Грей                       | Grey's Anatomy                    | Келсі Сіммонс                   |
| 2009      | ф  | П'ятниця, 13-те                     | Friday the 13th                   | Дженна                          |
| 2010      | с  | Медіум                              | Medium                            |                                 |
| 2010      | ф  | Божевільні                          | The Crazies                       | Бекка                           |
| 2010      | мс | Сім'янин                            | Family Guy                        | Гілларі (озвучка)               |
| 2010      | ф  |                                     | The Ward                          | Сара                            |
| 2010      | с  | Закон і порядок: Лос-Анджелес       | Law & Order: LA                   | Челсі Сеннетт                   |
| 2010      | с  |                                     | Chase                             | Каріна Метьюз                   |
| 2011      | с  |                                     | Memphis Beat                      | сестра Кетрін                   |
| 2011—2013 | с  |                                     | Necessary Roughness               | Джульєтт Піттмен                |
| 2012      | с  | Грімм                               | Grimm                             | Арієль Ебергарт                 |
| 2012      | ф  | Піраньї 3DD                         | Piranha 3DD                       | Медді                           |
| 2012—2013 | с  | Кістки                              | Bones                             | спецагентка ФБР Олівія Спарлінг |
| 2012—2014 | с  | Франклін та Беш                     | Franklin & Bash                   | Бонні Аппель                    |
| 2013      | с  | Божевільні                          | Mad Men                           | Дейзі Маккласкі                 |
| 2013      | с  |                                     | The Glades                        | Голлі Гарпер                    |
| 2014      | с  |                                     | Justified                         | Пенні                           |
| 2014      | ф  | Помилка часу                        | Time Lapse                        | Келлі                           |
| 2014—2018 | с  | Стріла                              | Arrow                             | Кейтлін Сноу (6 епізодів)       |
| 2014—2023 | с  | Флеш                                | The Flash                         | Кейтлін Сноу / Вбивця Мороз     |
| 2016—2020 | с  | Легенди завтрашнього дня            | Legends of Tomorrow               | Кейтлін Сноу / Вбивця Мороз     |
| 2017—2018 | с  | Супердівчина                        | Supergirl                         | Кейтлін Сноу                    |

## Премії та номінації
| Рік  | Премія                           | Категорія                                                                     | Робота           | Результат |
| ---- | -------------------------------- | ----------------------------------------------------------------------------- | ---------------- | --------- |
| 2004 | Премія «Молодий актор»           | Best Performance in a TV Series — Guest Starring Young Actress                | Захисник         | Перемога  |
| 2005 | Премія «Молодий актор»           | Best Performance in a TV Movie, Miniseries or Special — Leading Young Actress | У пошуках Девіда | Перемога  |
| 2006 | Премія «Молодий актор»           | Best Performance in a Feature Film — Young Ensemble Cast                      | Твої, мої і наші | Номінація |
| 2014 | London Independent Film Festival | Best Actor/Actress[джерело?]                                                  | Time Lapse       | Перемога  |
| 2015 | Teen Choice Awards               | Choice TV Actress — Fantasy/Sci-Fi                                            | Флеш             | Номінація |